# 渋江光重
渋江 光重（しぶえ みつしげ、寛文7年（1667年） - 寛保3年9月14日（1743年10月30日））は、江戸時代前期の久保田藩の執政。渋江政光の三男の渋江五郎左衛門光俊を祖とする渋江家分家（家格は廻座宿老）の第3代当主で婿養子。実家は梅津政景を祖とする梅津家分家。通称は富之輔、十兵衛、播磨。諱は梅津家時代は忠和、渋江家に入ってから光重。号は松陰軒。子は今宮永教夫人、今宮義透夫人などの4男2女。
藩主佐竹義格の治世中に江戸幕府より命じられた荒川と利根川の堤防修復工事の副奉行などを勤める。

## 経歴
寛文7年（1667年）、梅津家分家の第3代当主・梅津忠貞の次男として生まれる。延宝5年（1677年）に兄の梅津忠経とともに藩主佐竹義処へ拝謁する。 天和元年（1681年）に新田300石で分知されて分家し、側小姓となる。
天和3年（1683年）6月、嗣子がいなかった渋江十兵衛光寛の婿養子となり、その家督を相続する。ただし末期養子での相続であったため、家禄1300石のうち400石を減石される。
貞享3年（1686年）に大小姓に進み、元禄10年（1697年）に大番頭となり100石を加増される。元禄13年（1700年）に藩主義処の命を受けて日光東照宮に代参する。元禄15年（1702年）に檜山目代となる。
元禄16年（1704年）に久保田藩主に佐竹義格が就任すると、特命により近習となる。また宝永元年（1704年）に久保田藩が幕府より荒川と利根川の堤防修復工事を命じられたので、工事の副奉行を勤める。翌年（1705年）に工事が完成すると幕府老中より時服3、羽織1、白金30枚を授けられ、藩主義格より時服3、羽織1を贈られる。
正徳元年（1711年）に執政となり200石拝領され、乗輿を許可される。
享保4年（1719年）に辞職して松蔭軒と号する。寛保3年（1743年）に死去。墓所は臨済宗全良寺（秋田市八橋）。戒名は秦翁了山。